# Naiomi Matthews
Naiomi Mathews (España) es una deportista española que compite en distintas modalidades de lucha. 

## Carrera deportiva
Mathews es una luchadora del club Riders Fight Club Getxo y domiciliada en Guecho.
En la modalidad de grappling, ha sido medalla de plata en el Campeonato Mundial de Grappling 2016, medalla de bronce en el Campeonato Mundial de Grappling 2017 y medalla de oro en el Campeonato Mundial de Grappling 2018, celebrado en Astaná (Kazakistán). En el Campeonato Europeo de 2016, celebrado en Roma, en la categoría de 53 kg, consiguió la medalla de plata en no-gi. El año siguiente, en el Campeonato Europeo celebrado en Novi Sad (Serbia), en la misma categoría, consiguió la medalla de oro en gi y la medalla de plata en no-gi.
La luchadora getxotarra, dada su versatilidad en las luchas de agarre —grappling, grapling gi, jiu-jitsu brasileño, lucha libre olímpica—, ha participado en numerosos eventos deportivos organizados tanto por la Federación Española de Luchas Olímpicas y Disciplinas Asociadas como por la IBJJF (Federación Internacional de Jiu-Jitsu Brasileño) y la UAEJJF (Federación de Jiu-Jitsu de los Emiratos Árabes Unidos). Fue medalla de bronce en el XX Campeonato de España Senior 2017 en lucha libre, celebrado en Pontevedra, el 25 de marzo. Consiguió la medalla de bronce en el European Jiu-Jitsu IBJJF Championship, en el año 2016, conquistando la medalla de plata ese mismo año en el Spain National Pro Jiu-Jitsu Championship - Gi.

## Palmarés internacional
| Campeonato Mundial de Grappling | Campeonato Mundial de Grappling | Campeonato Mundial de Grappling | Campeonato Mundial de Grappling |
| Año                             | Lugar                           | Medalla                         | Categoría                       |
| ------------------------------- | ------------------------------- | ------------------------------- | ------------------------------- |
| 2016                            | Minsk ( Bielorrusia)            | Medalla de plata                | Grappling Gi 53 kg              |
| 2017                            | Bakú ( Azerbaiyán)              | Medalla de bronce               | Grappling Gi 53 kg              |
| 2018                            | Astaná ( Kazajistán)            | Medalla de oro                  | Grappling 53 kg                 |
| 2018                            | Astaná ( Kazajistán)            | Medalla de bronce               | Grappling Gi 53 kg              |
| Campeonato Europeo de Grappling |                                 |                                 |                                 |
| Año                             | Lugar                           | Medalla                         | Categoría                       |
| 2016                            | Roma ( Italia)                  | Medalla de plata                | Grappling 53 kg                 |
| 2017                            | Novi Sad ( Serbia)              | Medalla de oro                  | Grappling Gi 53 kg              |
| 2017                            | Novi Sad ( Serbia)              | Medalla de plata                | Grappling No-Gi 53 kg           |
| 2018                            | Kaspisk ( Rusia)                | Medalla de oro                  | Grappling Gi 53 kg              |
| 2018                            | Kaspisk ( Rusia)                | Medalla de oro                  | Grappling No-Gi 53 kg           |

## Campeonatos nacionales

### Victorias (6)
Ganó las medallas de oro en el VIII Campeonato de España Senior Grappling Femenino 2016, en la categoría de 53 kg —modalidades de gi y no-gi—, celebrado en el mes de febrero en la ciudad de Gijón. Compitió con la Federación Vasca y el Club Munoa. Ambas finales las disputó con Carmen V. Arancibia, de la Federación Asturiana y el Bandog Fight Club.
En el año 2017 consigue las medallas de oro en la modalidad de grappling y grappling gi, en el IX Campeonato de España Senior, celebrado durante los días 10, 11, y 12 de marzo en la ciudad de Cáceres.
En los días 24 y 25 de febrero de 2018, consiguió las medallas de oro —en las modalidades de grappling y grappling gi— en el Campeonato de España disputado en el pabellón OVNI del polideportivo Internúcleos de Puerto de Sagunto (Valencia).
| Año  | Torneo                                 | Lugar   | Especialidad | Prueba       | Clasificación |
| ---- | -------------------------------------- | ------- | ------------ | ------------ | ------------- |
| 2016 | VIII Campeonato de España de Grappling | Gijón   | Grappling    | GI - 53 kg   | 1º            |
| 2016 | VIII Campeonato de España de Grappling | Gijón   | Grappling    | NOGI - 53 kg | 1º            |
| 2017 | VIII Campeonato de España de Grappling | Cáceres | Grappling    | GI - 53 kg   | 1º            |
| 2017 | IX Campeonato de España de Grappling   | Cáceres | Grappling    | NOGI - 53 kg | 1º            |
| 2018 | X Campeonato de España de Grappling    | Sagunto | Grappling    | GI - 53 kg   | 1º            |
| 2018 | X Campeonato de España de Grappling    | Sagunto | Grappling    | NOGI - 53 kg | 1º            |

## Premios y reconocimientos
- Premio El Correo, Mejores Deportistas 2017.[15]
- Premio Bizkaia, entregado por la Diputación, 2017.